# Cyrus (logiciel)
Pour les articles homonymes, voir Cyrus.
Cyrus est un serveur de messagerie électronique (MDA) créé dans un objectif de fiabilité et d'extensibilité optimales, utilisé essentiellement pour gérer de très grandes quantités de comptes de courrier électronique.

## Historique
L'université Carnegie-Mellon a développé, dans les années 1980 pour ses besoins en gestion de courriels, le logiciel AMS (AndrewMailSystem) qui s'est révélé décevant en matière de fiabilité et de montée en charge. Afin de résoudre ces problèmes, l'université a décidé en 1994 de lancer le projet Cyrus, prenant ces problématiques en compte dès sa conception. Le logiciel a commencé à être exploité en 2001.

## Utilisation
Cyrus, répondant aux besoins des grands fournisseurs de services de courriel, est fréquemment utilisé par les fournisseurs de services internet et les universités.
Cyrus est un logiciel libre distribué sous Carnegie Mellon University License.

## Fonctionnalités
Cyrus permet de consulter ses emails par POP3, KPOP, IMAP et NNTP, et met en œuvre le langage normalisé Sieve.